# لاکگل
لاکگل (به انگلیسی: Loughgall) یک روستا در بریتانیا است که در شهرستان آرما واقع شده‌است. لاکگل ۲۸۲ نفر جمعیت دارد.